# جیمز ویل
جیمز وِیل (انگلیسی: James Whale; ۲۲ ژوئیهٔ ۱۸۸۹ – ۲۹ مهٔ ۱۹۵۷) کارگردان سینما و تئاتر و هنرپیشه اهل انگلستان بود.
از او بیشتر برای کارگردانی چهار فیلم ترسناک کلاسیک: فرانکنشتاین (۱۹۳۱)، خانه تاریک قدیمی (۱۹۳۲)، مرد نامرئی (۱۹۳۳)، عروس فرانکنشتاین (۱۹۳۵) و همچنین فیلم‌های دیشب را به‌خاطر داری؟ (۱۹۳۵)، قایق نمایش (۱۹۳۶) و راه بازگشت (۱۹۳۷) یاد می‌شود.
ویل اگرچه در ژانرهای متعددی فیلم ساخت اما شهرت فیلم‌های وحشت او بر روی دیگر فیلم‌های او سایه افکنده است؛ به گونه‌ای که بسیاری از فیلم‌های وی در دیگر ژانرها گمنام مانده‌اند. جیمز ویل پس از مدتی تمایل و علاقه خود را به سینمای وحشت از دست داد. با این حال، جاودانه‌های او همان فیلم‌های ترسناکی هستند که او ساخته بود.